# 埃斯孔迪多港 (瓦哈卡州)

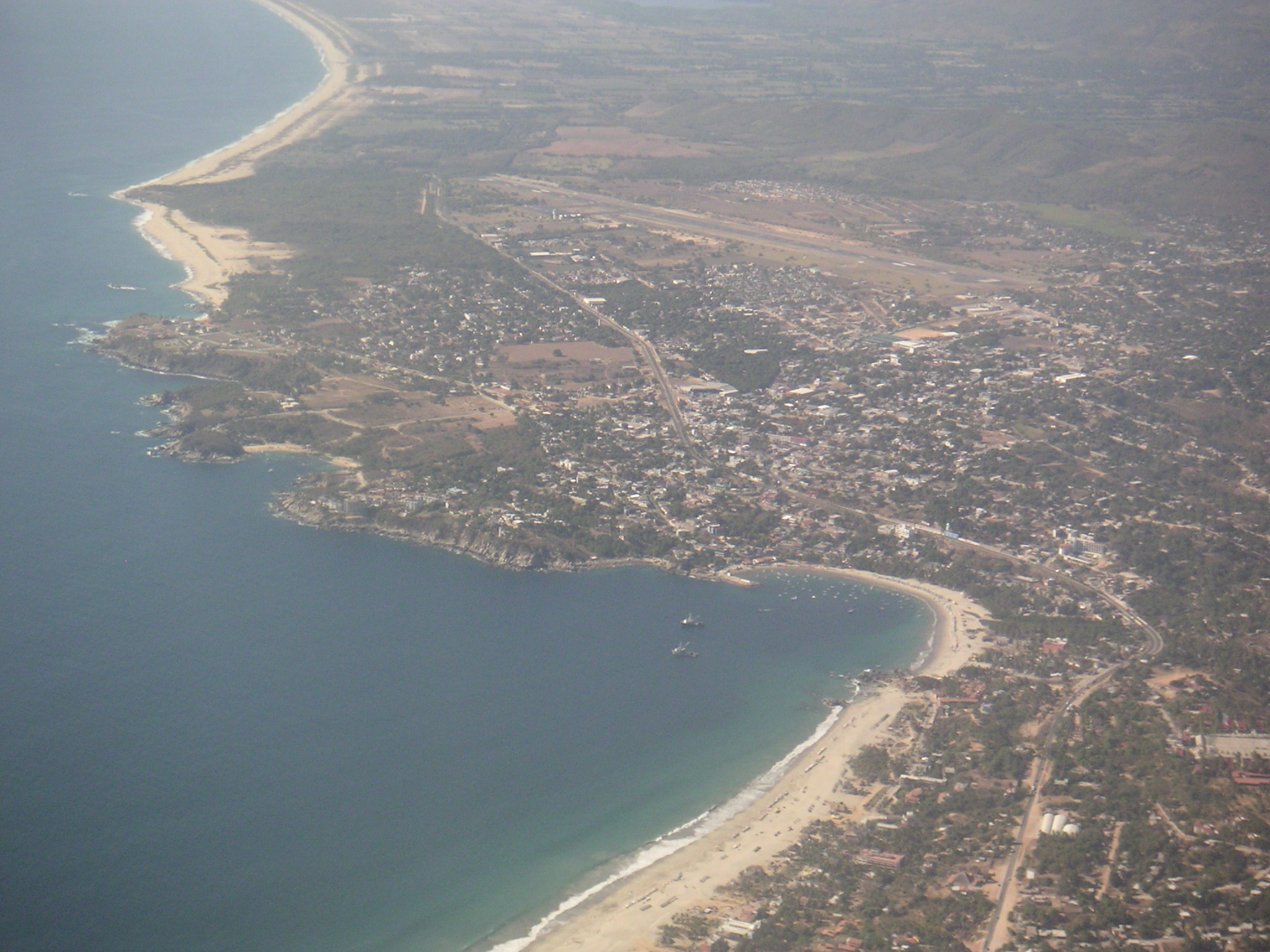

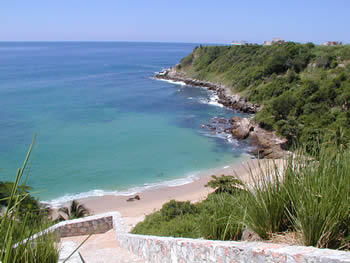

埃斯孔迪多港（西班牙語：Puerto Escondido）是墨西哥瓦哈卡州的港口，距離首都墨西哥城800公里，始建於1928年，海拔高度60米，該港口有機場設施，2010年人口25,902。

## 外部連結
- Manialtepec Lagoon （页面存档备份，存于）

15°51′43″N 97°04′02″W / 15.86194°N 97.06722°W